# Талий ставок

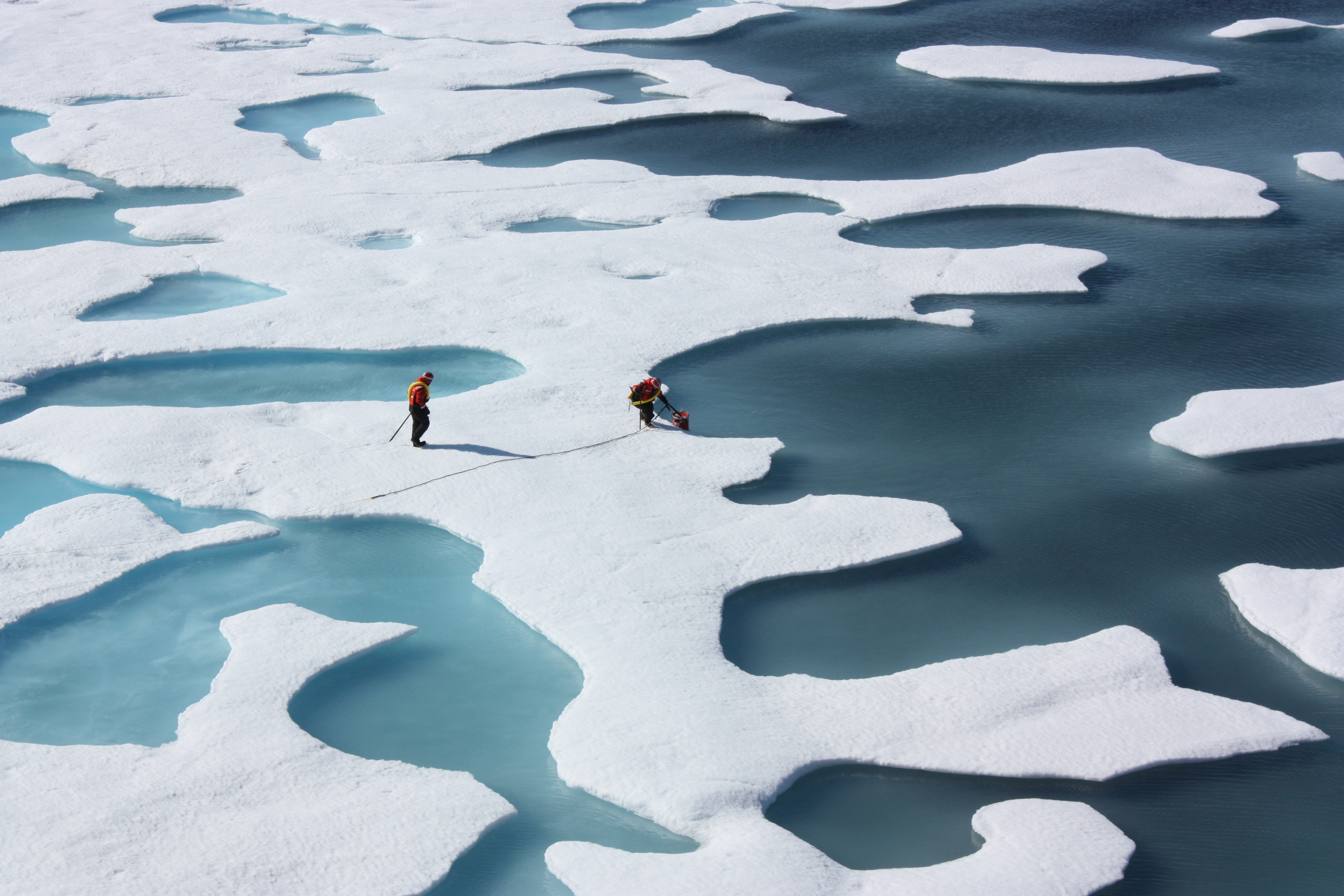
Під час танення льоду рідка вода збирається у заглибинах поверхні та поглиблює їх, утворюючи такі талі ставки (Арктика). Ці ставки наповнені прісною водою та є відокремленими від соленої морської води під ними та навколо них, аж доки не змішаються внаслідок тріщин у льоді.

Талі ставки — це відкриті озера, що формуються на морському льоді в пору теплих місяців весни та літа. Ставки часто утворюються на звичайних та шельфових льодовиках. Ставки талої води можуть також розвиватись і під льодом.
Талі ставки зазвичай є темнішими за навколишній лід, а їх розподіл та розміри широко вар'юються. На відміну від льоду, вони поглинають, а не відштовхують сонячне світло, а тому мають суттєвий вплив на тепловий баланс Землі. Цей, ще донедавна недосліджуваний, диференціал дає значний ефект на рівень танення льоду та обсяг льодових покровів. 
Талі ставки можуть танути наскрізно аж до поверхні океану. Після проникнення у ставок морська вода прискорює швидкість танення через те, що солена вода океану є теплішою від прісної води ставка. 
Вода з талих ставків, розташованих над поверхнею землі, може протікати крізь льодовикові тріщини, перетворюючись на талі води. Внаслідок цього відбувається підвищення рівня руху льоду до океанів, оскільки рідина працює як мастило при базальному ковзанні льодовиків. 

## Вплив талих ставків
Вплив талих ставків є різноманітним. Дослідження Теда Скамбоса з Національного центру даних про сніг та лід (США) підтримало теорію про те, що процес танення, що супроводжує утворення талих ставків, має істотний вплив на роздроблення шельфових льодовиків. Сезонне танення у ставки та подальше просочування з них талих вод під льодовики показує сезонне прискорення та уповільнення льодових потоків, та чинить вплив на цілі крижані покрови. Зміни, накопичені внаслідок утворення ставків на крижаних покровах, проявились у записах землетрусів гренладських та інших льодовиків: "Кількість землетрусів коливалась від 6 до 15 на рік впродовж 1993—2002 рр., потім підстрибнула до 20 у 2003-му, 23 у 2004-му та 32 у перші 10 місяців 2005-го років." Крайнім ступенем формування ставків є озеро, а озера в поєднанні з льодовиками є предметом розслідування в одному з випадків Міссульських повеней.

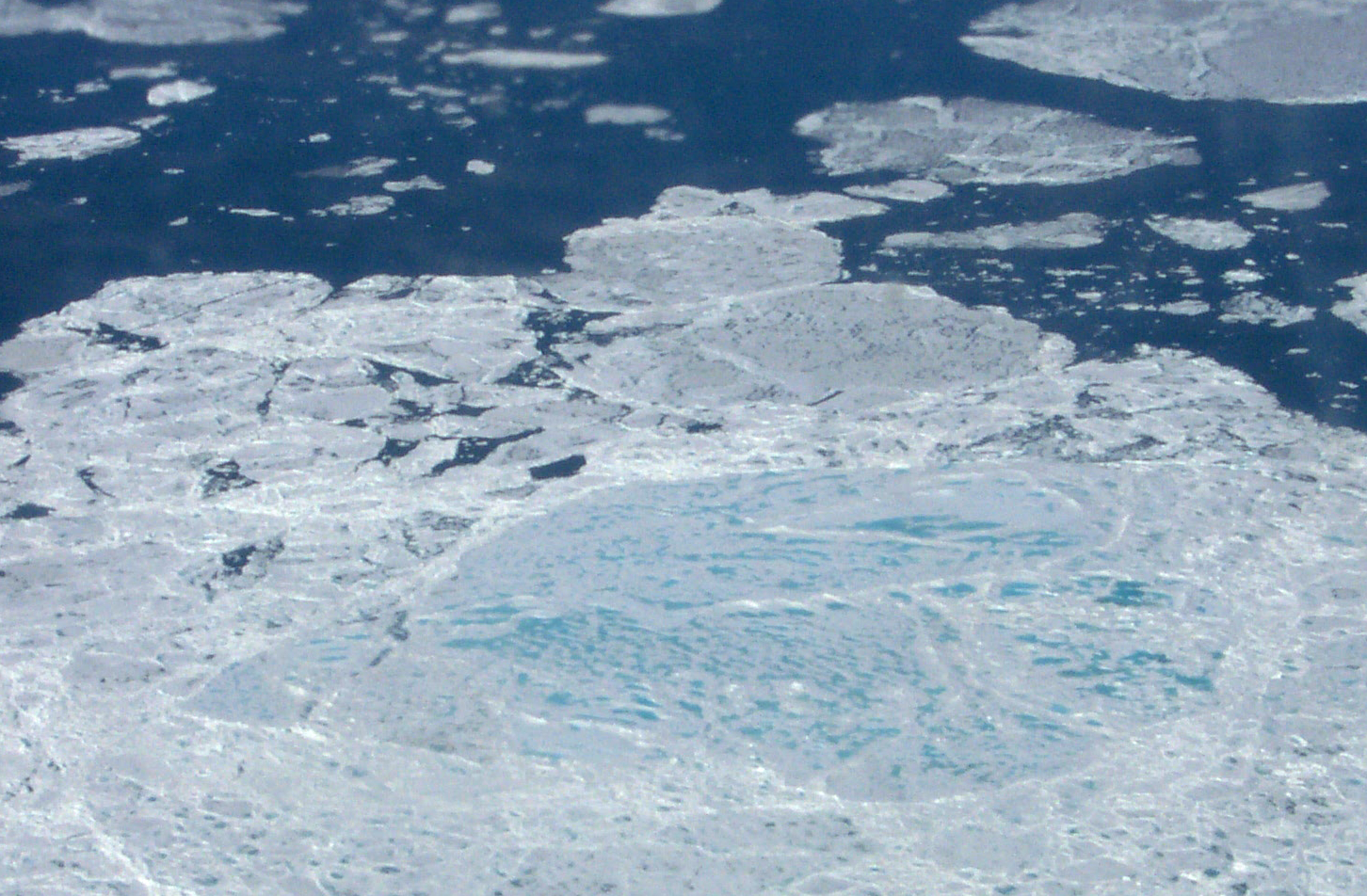
Талі ставки на морській кризі в морі Баффіна
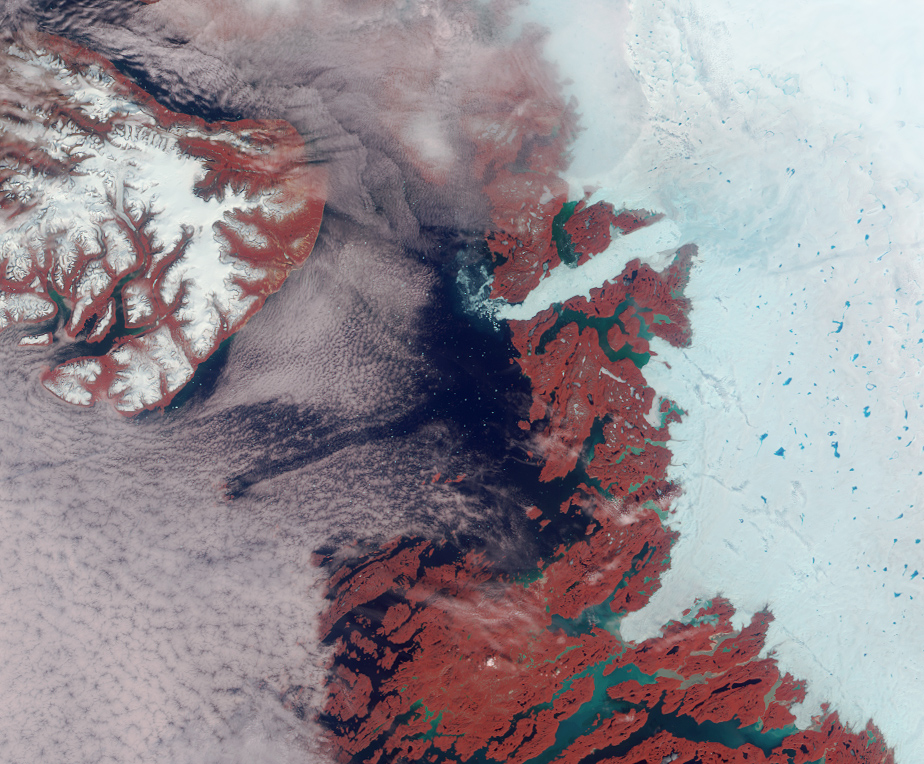
На цьому фото, зробленому з супутника, видно блакитні талі ставки в Ґренландії